# Klaus Vechtel
Klaus Vechtel SJ (* 10. Oktober 1963 in Dormagen) ist ein deutscher römisch-katholischer Theologe.

## Leben
Nach dem Abitur am Norbert-Gymnasium Knechtsteden 1983 studierte er von 1983 bis 1985 katholische Theologie an der Universität Bonn und von 1985 bis 1988 katholische Theologie an der Pontificia Università Gregoriana in Rom. Das Bakkalaureat in katholischer Theologie legte er 1988 ab. Von 1988 bis 1989 absolvierte er das Pastoraljahr in Köln. Er wurde 1989 zum Priester geweiht. Von 1989 bis 1991 machte er ein Lizentiatsstudium an der Pontificia Università Gregoriana in Dogmatischer Theologie. Das Noviziat (1991–1993) absolvierte er bei der Gesellschaft Jesu. Von 1993 bis 1997 war er Subregens im Priesterseminar Sankt Georgen. Zum Promotionsstudium an der PTH Sankt Georgen wurde er von 1997 bis 2000 freigestellt. Nach der Promotion in Katholischer Theologie 2000 war er von 2000 bis 2007 Spiritual am Pontificium Collegium Germanicum et Hungaricum de Urbe. Seit 2007 lehrt er an der PTH Sankt Georgen, wo er 2009 als Dozent für Dogmatik eingestellt wurde. Nach der Habilitation 2013 an der Universität Mainz mit einer Arbeit Eschatologie und Freiheit. Zur Frage der postmortalen Vollendung in der Theologie Karl Rahners und Hans Urs von Balthasars wurde er 2014 zum Professor für Dogmatik an der PTH Sankt Georgen berufen.